# HMS Belvoir (L32)
«Біве» (L32) (англ. HMS Belvoir (L32) — військовий корабель, ескортний міноносець типу «Хант» «III» підтипу Королівського військово-морського флоту Великої Британії за часів Другої світової війни.
«Біве» був закладений 22 серпня 1940 на верфі компанії Cammell Laird, Беркенгед. 5 лютого 1942 увійшов до складу Королівських ВМС Великої Британії.